# Piotr Kula
Piotr Kula (ur. 23 maja 1987 w Olsztynie) – polski żeglarz sportowy, uczestnik Letnich Igrzysk Olimpijskich 2012 w klasie Finn. Mieszkaniec warmińskiej miejscowości Biskupiec. Absolwent Uniwersytetu Gdańskiego na Wydziale Ekonomicznym. Członek jury ogólnopolskiego konkursu fotograficznego Pantaenius Yacht Photo (XI edycja 2022).
Żeglarstwo zaczął uprawiać wyczynowo w wieku 13 lat. Do końca sezonu 2013 reprezentował klub Biskupieckie Towarzystwo Żeglarskie. Obecnie reprezentuje Gdański Klub Żeglarski.
Największe sukcesy sportowe:
Rok 2006
- Brązowy Medal Mistrzostw Świata Juniorów w Splicie (Chorwacja)
- Srebrny Medal Mistrzostw Europy Juniorów w Palamos (Hiszpania)
- Brązowy Medal Mistrzostw Polski Seniorów (Nieporęt)
- Złoty Medal Meczowych Mistrzostw Polski (Nieporęt)
Rok 2007
- Złoty Medal Międzynarodowych Mistrzostw Rosji (Moskwa)
- Srebrny Medal Mistrzostw Świata Juniorów w Moskwie (Rosja)
- Brązowy Medal Mistrzostw Europy Juniorów w Balatonfoldvar, (Węgry)
- Srebrny Medal Mistrzostw Polski Seniorów w klasie Finn (Gdynia)
- Złoty Medal Młodzieżowych Mistrzostw Polski w klasie Finn (Gdynia)
- Złoty Medal Meczowych Młodzieżowych Mistrzostw Polski w klasie Finn (Nieporęt)
- Brązowy Medal Meczowych Mistrzostw Polski Seniorów w klasie Finn (Nieporęt)
Rok 2008
- Srebrny Medal Mistrzostw Świata Juniorów w Melbourne (Australia)
- Srebrny Medal Mistrzostw Europy Juniorów w Scarlino (Włochy)
- Złoty Medal Mistrzostw Polski w klasie Finn (Kamień Pomorski)
- Złoty Medal Młodzieżowych Mistrzostw Polski w klasie Finn (Kamień Pomorski)
- Złoty Medal Meczowych Młodzieżowych Mistrzostw Polski w klasie Finn (Charzykowy)
- Srebrny Medal Meczowych Mistrzostw Polski Seniorów w klasie Finn (Charzykowy)
Rok 2009
- 9. miejsce na zawodach Pucharu Świata w Miami (USA)
- 8. miejsce w zawodach Pucharu Świata w Kilonii (RFN)
- Srebrny Medal Mistrzostw Polski Seniorów w klasie Finn (Łeba)
- Złoty Medal Meczowych Mistrzostw Polski w klasie Finn (Górki Zachodnie koło Gdańska)
Rok 2010
- 2. miejsce w regatach Travemünder Woche, Travemünde, (RFN)
- Srebrny Medal Mistrzostw Polski Seniorów w klasie Finn (Łeba)
Rok 2011
- 7. miejsce w zawodach Pucharu Świata w Medemnblik (Holandia)
- Mistrzostwo Polski w klasie Finn w Górkach Zachodnich koło Gdańska.
Rok 2012
- 6. miejsce na Mistrzostwach Świata 2012 w Falmouth (Wielka Brytania)
- 16. miejsce w Igrzyskach Olimpijskich Londyn 2012
- Mistrzostwo Polski w klasie Finn (Górki Zachodnie koło Gdańska)
Rok 2013
- 10. miejsce w regatach Pucharu Świata: Princes Sophia Trophy - Majorka (Hiszpania)
- Trzecie miejsca w regatach na jeziorze Garda (Włochy - Eurosaf Champions Sailng Cup)
- Trzecie miejsca w regatach Kieler Woche (Kilonia, RFN - Eurosaf Champions Sailng Cup)
- Trzecie miejsca w regatach w La Rochelle (Francja - Eurosaf Champions Sailng Cup)
- Mistrzostwo Polski w klasie Finn w Górkach Zachodnich koło Gdańska
- Mistrzostwo Polski w klasie Finn w regatach formuły Match Racing w Pucku
- P ierwsze miejsce w klasyfikacji generalnej w cyklu regat Eurosaf Champions Sailng Cup (Puchar Europy)
Rok 2014
- 5. miejsce w regatach Pucharu Świata: Princes Sophia Trophy - Majorka (Hiszpania)
Rok 2018
- 1. miejsce na Mistrzostwach Polski